# Platymetopius pavelitus
Platymetopius pavelitus – gatunek pluskwiaka z rodziny bezrąbkowatych i podrodziny Deltocephalinae.
Gatunek ten opisali w 2013 roku Vera D'Urso, Christoph Bückle i Adalgisa Guglielmino na podstawie siedmiu okazów, odłowionych w 1977, 1985 i 2009 roku. Epitet gatunkowy nadano na cześć hemipterologa Pavla Lauterera.
Pluskwiak ten osiąga od 4,9 do 5,93 mm długości ciała mierzonej razem z tegminami. Ubarwiony jest żółtawobrązowo z ciemnobrązowym nakrapianiem i przezroczystymi plamami na tegminach. Głowa ma lekko wypukłe czoło, małą kropkę pod przyoczkiem na policzku oraz zaokrąglone ciemię z podłużną listewką środkową w tylnej ⅓. Przedplecze jest dwukrotnie szersze niż dłuższe. Na żółtawej tarczce znajduje się brązowy znak i 2 brązowe plamki przed nim. Narządy rozrodcze samca cechują trójkątne walwy, półokrągłe, głębokie wcięcie na bocznej części tylnej krawędzi płata pygoferu oraz skierowany przednio-brzusznie wyrostek pygoferu. Smukły edeagus ma kotwicowatą w widoku tylnym nasadę i parę bocznych przydatków.
Owad znany tylko z Włoch, z terenu Sycylii i Kalabrii. Spotykany jest latem i jesienią wśród niskiej roślinności, w pobliżu zadrzewień dębowych i sosnowych.